# Tetraonyx lemoulti
Tetraonyx lemoulti es una especie de coleóptero de la familia Meloidae.

## Distribución geográfica
Habita en la Guayana Francesa.